# Philippe Burrin

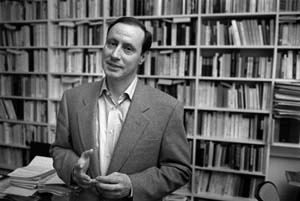
Philippe Burrin (1993)

Philippe Burrin (* 16. März 1952 in Chamoson, Kanton Wallis) ist ein Schweizer Historiker.
Burrin lehrt seit 1988 Geschichte der internationalen Beziehungen und Zeitgeschichte an der Universität Genf. Seit 2004 ist er Direktor des Hochschulinstituts für internationale Studien und Entwicklung. Für Pierre Noras Werk Erinnerungsorte Frankreichs schrieb er den Aufsatz über das Regime von Vichy. Im Jahr 1997 erhielt Burrin den Max-Planck-Forschungspreis. Von 2008 bis 2014 war er Präsident der Rencontres internationales de Genève.

## Schriften (Auswahl)
- Ressentiment et apocalypse. Essai sur l’antisémitisme nazi. Paris: Le Seuil, 2004
  - Warum die Deutschen? Antisemitismus, Nationalsozialismus, Genozid. Ressentiment et apocalypse. Aus dem Französischen übersetzt von Michael Bischoff. München: Propyläen 2004
- Totalitarismus und Gewalt. Die Physiognomie des Nazismus, in: Totalitarismus. 6 Vorträge über Gehalt und Reichweite eines klassischen Konzepts der Diktaturforschung. Hg. Klaus-Dietmar Henke. HAIT, Dresden 1999 ISBN 3931648192
- La France à l’heure allemande 1940-1944. Paris: Le Seuil, 1997 (Rezension 1, Rezension 2 (Vorschau))
  - France under the Germans: collaboration and compromise. New York: New Press, 1996 (Rezension 1, Rezension 2, Rezension 3 (Vorschau))
- Vichy, in: Charles Robert Ageron; Colette Beaune; François Bercé (Hrsg.): Les lieux de mémoire. 3. Les France: 1. Conflits et partages. Paris: Gallimard 1993
- Hitler et les Juifs. Genèse d’un génocide. Paris: Le Seuil, 1989.
  - Hitler und die Juden. Die Entscheidung für den Völkermord. Aus dem Französischen von Ilse Strasmann. S. Fischer, Frankfurt/M. 1993, ISBN 3-10-046308-0.